# August Ernst (Historiker)
August Ernst (* 20. Februar 1924 in Winden am See; † 3. September 2013 in Eisenstadt) war ein österreichischer Historiker und von 1958 bis 1988 Direktor des Landesarchivs, der Landesbibliothek sowie der landeskundlichen Forschungsstelle des Burgenlandes.

## Leben
August Ernst, der einer Windener Familie von Landarbeitern, Fischern und Obsthändlern entstammte, besuchte zunächst die Volksschule in seinem Heimatort und wechselte danach auf die Hauptschule in Neusiedl am See. An der Oberschule in Bruck an der Leitha legte er 1943 die Matura ab. Unmittelbar anschließend wurde er zum Kriegsdienst als Soldat im Zweiten Weltkrieg eingezogen, aus dem er nach einer Internierung 1946 heimkehrte.
Noch im gleichen Jahr nahm er das Studium der Geschichte, Geographie und Germanistik an der Universität Wien auf. Bereits 1949 wurde er mit der Dissertationsarbeit „Die Christlichsoziale Partei und die österreichische Sozialpolitik bis 1918“ zum Doktor der Philosophie promoviert und anschließend in den Burgenländischen Landesdienst aufgenommen, wo er der Abteilung Landesarchiv-Landesbibliothek zugeteilt wurde. Unmittelbar darauf konnte er einen dreijährigen Ausbildungslehrgang im Institut für Österreichische Geschichtsforschung in Wien absolvieren. Nach weiterer Mitarbeit in der Abteilung Landesarchiv-Landesbibliothek wurde ihm 1958 deren Leitung übertragen, die er bis zu seiner Pensionierung 1988 innehatte. Nach zehnjähriger Arbeit in dieser Position wurde er 1968 zum Wirklichen Hofrat befördert.
Seine wissenschaftlichen Arbeiten umfassten zahlreiche Themen der burgenländischen Landesgeschichte, wobei ein wesentliches Anliegen war, zur Entwicklung und Festigung eines fundierten Landesbewusstseins beizutragen. Unter diesem Aspekt organisierte er auch Großveranstaltungen, wie 1961
40 Jahre Burgenland in Eisenstadt und 1964 300 Jahre Schlacht bei St. Gotthard-Mogersdorf. Unter der Intention der wissenschaftlichen Zusammenarbeit mit den östlichen Nachbarländern initiierte er 1969 das Internationale Kulturhistorische Symposion Mogersdorf, das inzwischen jährlich und im Wechsel auch in Ungarn, Slowenien und Kroatien stattfindet. August Ernst betreute auch die wissenschaftlichen Publikationen und Reihen des Landesarchivs: Burgenländische Heimatblätter, Burgenländische Forschungen, die Landestopographie und die Landesbibliographie des Burgenlandes.
Er starb in seinem 90. Lebensjahr und wurde in seinem Geburtsort Winden am See begraben.

## Publikationen  (Auswahl)
- Die Grafen Poth bis zum Verlust der Herrschaft Ungarisch Altenburg, Landesarchiv, Eisenstadt 1956
- Geschichte des Burgenlandes, Verlag Oldenbourg, München, 1987; 2. Auflage Verlag für Geschichte und Politik, Wien 1991
- Am heiligen Berg Eisenstadt-Oberberg, Propstei und Stadtpfarre Eisenstadt-Oberberg, 1996
- Zahlreiche wissenschaftliche Arbeiten zur Geschichte des Burgenlandes in verschiedenen Medien[1]

## Auszeichnungen
- 1964: Ehrenbürgerschaft in Mogersdorf[2]
- 1967: Ehrenring der Gemeinde Mönchhof
- 1977: Ritterkreuz des päpstlichen Sylvesterordens
- 1977: Ehrennadel der Gemeinde Mattersburg
- 1980: Richard-Meister-Medaille des  Universitätsbundes Alma Mater Rudolphina
- 1980: Ehrenmedaille des Komitates Vas
- 1981: Silberne Plakette der Universität Maribor
- 1983: Jugoslawischer Stern am Halsband
- 1983: Medaille „Bene Merito“ der Österreichischen Akademie der Wissenschaften
- 1984: Großes Ehrenzeichen für Verdienste um die Republik Österreich
- 1985: Kulturpreis für Wissenschaft des Landes Burgenland
- 1986: Goldene Plakette der Universität Maribor
- 1987: Goldenes Ehrenzeichen des Landes Steiermark
- 1988: Großes Ehrenzeichen des Landes Burgenland
- 1988: Ehrenmedaille „Pro Cultura Hungarica“ des ungarischen Kulturministeriums